# Хатун
Хатун (перс. خاتون‎ — Khātūn, тур. Hatun, тат. хатын, кирг. катын, каз. қатын, монг. хатан, бур. хатан от согд. xwatēn — «госпожа» или «жена правителя» ) — женский титул, аналогичный мужскому титулу «хан», широко использовавшийся в Тюркском каганате, Монгольской империи и Османской империи. Приблизительно соответствует западным титулам «императрица», «царица», «королева».
Как и многие другие титулы, получившие распространение в тюрко-монгольском мире, титул «хатун» происходит из другой (индоевропейской) языковой группы, и имеет согдийское происхождение.
Перед проникновением ислама в Центральную Азию титул «хатун» носила царица Бухары.
Согласно «Энциклопедии ислама»:
Хатун — титул согдийского происхождения, носимый жёнами и родственницами [ханов] Ашина и последующих тюркских правителей.
После создания в Османской империи титула валиде (мать султана) так называли наложниц.